# День державності Хорватії
День державності (хорв. Dan državnosti) — офіційне свято Хорватії, яке відзначається щороку 30 травня на згадку про установче засідання першого демократично обраного багатопартійного парламенту 30 травня 1990 року та історичну роль хорватського парламенту у збереженні хорватської державності протягом багатьох століть.
У 2002—2019 роках припадало на 25 червня.
День державності є національним святом Хорватії і неробочим днем.
У Боснії та Герцеговині 30 травня святкується в Західногерцеговинському кантоні як День всехорватської державності (хорв. Dan svehrvatske državnosti).

## Історія
Наприкінці 1980-х сербський національний рух на чолі зі Слободаном Мілошевичем прагнув перетворити комуністичну Югославію у формально федеративну, а по суті централістську державу, започаткувавши так звану антибюрократичну революцію, яка прибрала республіканські та крайові керівництва. За таких обставин Союз комуністів Хорватії (СКХ) вирішив демократизувати систему, що заохочувала свободу преси та появу незалежних політичних ініціатив, а 1989 року і перших опозиційних політичних партій: Хорватський соціально-ліберальний союз (ХСЛС), Хорватський демократичний союз (ХДС) тощо. Наприкінці 1989 р. в керівництві СКХ переважала реформаторська течія, що й привело до рішення про багатопартійні вибори та до повного усамостійнення СКХ на XIV позачерговому з'їзді Союзу комуністів Югославії у січні 1990 р.

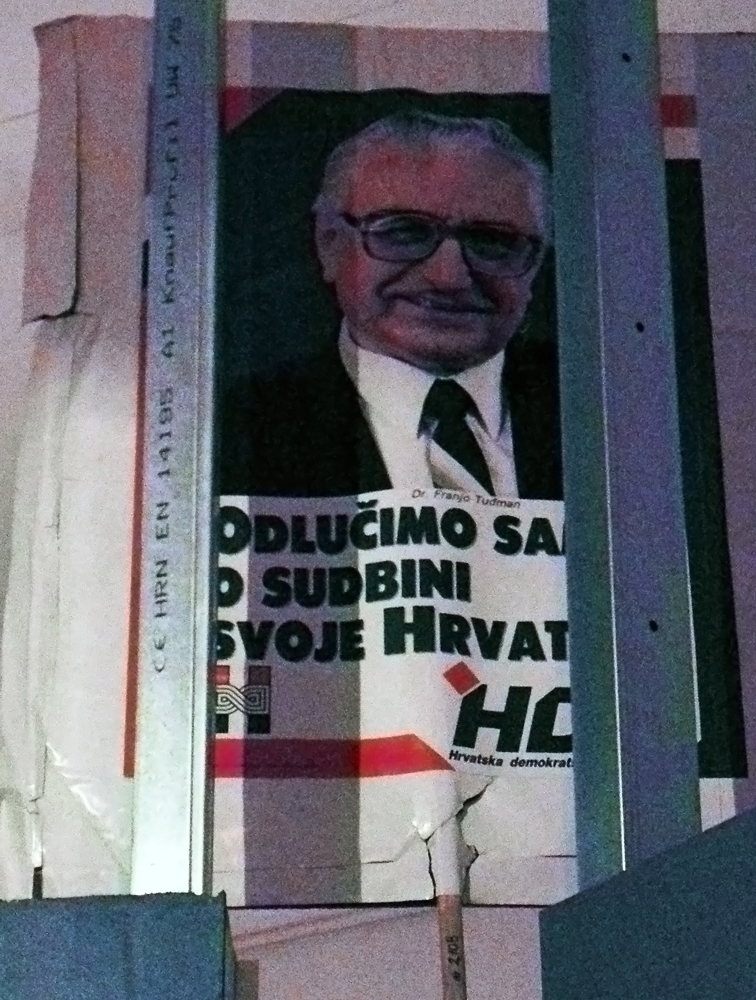
Передвиборчий плакат ХДС

На перших багатопартійних виборах навесні 1990 року (перший тур 22 і 23 квітня, другий — 6 і 7 травня) переміг ХДС під проводом Франьо Туджмана (42 % голосів і 60 % депутатських мандатів). Доктор Туджман очолив масовий національний рух, спрямований на здобуття державної незалежності Хорватії та відмову від комуністичного порядку. 12 травня 1990 ХДС направив заклик «усьому хорватському народу на батьківщині та за її межами, а також усім громадянам Хорватії відсвяткувати урочисто, гордо і гідно 30 травня 1990 року, день скликання хорватського парламенту та виборів Проводу суверенної Хорватії». Водночас було рекомендовано, «щоб ця дата залишилася традицією як загальнохорватський день святкування хорватської державності» та як «день духовного примирення всіх, хто під різними прапорами та ідеями боровся за свободу й суверенітет хорватського народу, з заповітом, щоб ми всі вкупі дружно працювали задля кращого завтра і щастя нашої хорватської батьківщини».
30 травня 1990 р. було сформовано перший демократично обраний хорватський парламент. Нарешті, після тривалого часу різних режимів, які своїм насиллям чи духовним обманом ставили хорватський народ на межу виживання, хорвати вибороли право бути самим собі господарями, діяти у власних інтересах, а не в межах нав'язаної спільності, чи то в рамках Угорщини, чи Австрії, чи Австро-Угорщини, чи королівської або комуністичної Югославії.
Той травневий день, який до 2001 року відзначався як свято хорватської державності, розпочався із повернення давньої традиції. Напередодні першого засідання парламенту численні депутати та високопоставлені особи на чолі з Франьо Туджманом відвідали урочисту месу в Загребському соборі. У своїй проповіді кардинал Франьо Кухарич оцінив перемогу демократії як переломний момент у житті народу і висловив упевненість, що в майбутньому здійсниться духовний, моральний, культурний та економічний поступ хорватського народу згідно з його невід'ємним суверенітетом і заради добра й безпеки всіх громадян, яким Хорватія «прекрасна батьківщина» (вираз із гімну Хорватії).
У святковому ключі пройшло і перше засідання демократично обраного парламенту. На установчому засіданні новообрані парламентарі Соціалістичної Республіки Хорватія за присутності численних гостей із Хорватії та діаспори і представників релігійних громад обрали головою парламенту Жарка Домляна, його заступниками Івицю Перцана, Степана Сулиманця і Владимира Шекса, а головою виконавчої ради парламенту Степана Месича.
Оголошення результатів голосування за голову Президії та обрання Франьо Туджмана супроводжувалося акламацією парламентарів. У натхненній промові Туджман нагадав про важливі дати в хорватській історії та боротьбу хорватського народу за збереження своєї державності, наголосивши, що саме зараз зроблено вирішальний, перший крок у поверненні хорватського народу та його держави до європейської цивілізаційної, політичної, культурної та економічної традиції. Він відзначив, що головною метою на найближчий час було прийняття нової Конституції Республіки Хорватія зі встановленням демократичних свобод громадян і державного суверенітету як основоположних детермінант. Потім перший голова нового парламенту Жарко Домлян передав президентську стрічку у кольорах хорватського прапора доктору Туджману.
Виступ Франьо Туджмана мав державницький і державотворчий характер. Водночас це була промова про свободу, натхненна ідеями та дискурсом Французької революції та Американської війни за незалежність. Нарешті, це була промова рішучого, примирливого, але і стурбованого (через загрозливу агресію зі Сходу) державного діяча, який усвідомлює ті повноваження, які він одержав від хорватського народу: створити хорватську державу, але не будь-яку, а демократичну, правову, процвітаючу, соціально чутливу, європейську. Туджман та його особистий радник Славен Летиця працювали спільно над цією промовою цілих сім днів.
Після засідання парламенту на центральній площі Загреба, тоді ще площі Республіки, відбулося пишне національне свято, на якому громадяни привітали новообраних провідників держави. На символічному рівні 30 травня 1990 року вшановувалося як «народження нової Хорватії» в ході урочистостей на нинішній площі бана Єлачича, коли новообраний президент Франьо Туджман поклав хліб, перо і золотий дукат як символи життя, добробуту, знання, культурного прогресу та багатства у колиску, яку благословив кардинал Франьо Кухарич і головний імам Шевко Омербашич. Того дня, справді, і фактично, і символічно відродилася хорватська держава і в ній розпочався процес оновлення європейської парламентської демократії, який був зник у вирі Першої світової війни. День стояв сонячний, що було немаловажно для подій на площі Республіки, головним режисером яких був Антун Врдоляк. Наприкінці дня, який повернув хорватському народу гордість і гідність, безпрецедентний натовп людей веселився до пізньої ночі поблизу озера Ярун.
Психологічна атмосфера, яка панувала серед хорватського народу того дня, мабуть, найкраще виражена словами німецького філософа єврейського походження, письменника та літературного критика Вальтера Беньяміна (1892—1940), який про такі щасливі, історично вкрай рідкісні та неповторні події звик говорити, що вони увінчані «славою миті, її аурою». Усі збережені документи свідчать, що це був історичний день. Однак набагато важливішою за всі ці документи є колективна пам'ять двохсот тисяч безпосередніх учасників тих подій та мільйонів телеглядачів, які того дня пережили «славу миті» Вальтера Беньяміна.
Таким чином, вже 30 травня 1990 року його називали Днем хорватської державності і урочисто святкували по всій Хорватії, а парламент офіційно оголосив цю дату святом у березні 1991 року. Того дня відкриттям роботи обраного на перших демократичних і багатопартійних виборах парламенту закінчилося 45-річне комуністичне правління і встановилася демократія. Це поклало початок процесу здобуття Хорватією незалежності, і ця дата сприймається як переломний момент у новітній хорватській історії. 30 травня і нині вважається точкою відліку сучасної хорватської держави, тому на вебсайтах кількох міністерств списки колишніх міністрів починаються з міністрів, обраних саме наприкінці травня 1990 р., а Степана Месича, який очолював уряд із травня по серпень того року, вважають першим хорватським прем'єр-міністром, хоча формально він мав ті самі повноваження, що і його попередник-комуніст Антун Мілович.
2001 року свято Дня державності Хорватії, яке з 1990 року відзначалося 30 травня, перенесли на 25 червня на згадку про конституційне рішення про суверенітет і самостійність Республіки Хорватія, яке парламент ухвалив 25 червня 1991 року, одначе вже 7 липня 1991 р. через тиск міжнародного співтовариства Хорватія була змушена прийняти мораторій на діяльність, пов'язану зі встановленням незалежності, і лише після закінчення цього тримісячного мораторію хорватський парламент на своєму засіданні 8 жовтня 1991 проголосив повну незалежність Республіки Хорватія, ухваливши рішення про припинення державно-правових відносин з іншими республіками та краями СФРЮ. Тому 8 жовтня поправками, внесеними урядом Івиці Рачана 2001 року, оголосили святом Дня незалежності.
Наступне існування Дня хорватського парламенту 30 травня, Дня державності 25 червня та Дня незалежності 8 жовтня вводило багатьох громадян Хорватії в замішання, особливо з огляду на той факт, що те, за що парламентарі проголосували в червні, в кінцевому підсумку насправді сталося тільки в жовтні 1991 року, тож поставало питання про сенс оголошення обох дат святами.
Крім того, зміни до закону про свята було внесено в атмосфері публічно оголошеної тоді «детуджманізації», тож могло скластися враження, що це було зроблено на зло, тобто виключно тому, що саме президент Туджман визначив цей день як свято в 1990 році. Серед інших недоліків такий вчинок відвернув від нових святкових дат багатьох із тих, хто все ще шанував доробок першого президента Хорватії.
Перемістивши День державності на 25 червня, хорватська держава і народ утратили національне свято, таке як американське 4 липня (День подяки) або французьке 14 липня (взяття Бастилії). Останніми роками таким національним святом у Хорватії поволі стає День перемоги та подяки вітчизні, День хорватських ветеранів.
Згідно з опитуванням, яке в червні 2013 року провело агентство «TIC-Moj telekom» і оприлюднив Obzor Večernjeg lista, лише 35 відсотків громадян знали, що Хорватія святкує День державності 25 червня, тоді як 27 відсотків були впевнені, що День державності все ще 30 травня. У ході опитування 17,5 відсотка респондентів сказали, що Днем державності є 8 жовтня (коли святкувався День незалежності), 12 відсотків гадали, що День державності припадає на 5 серпня, коли насправді День перемоги і подяки вітчизні, а 8,7 відсотка вважали, що правильною датою є 15 січня — день, коли Хорватія була міжнародно визнана. Вносячи ще більшу плутанину, 27,7 відсотка опитаних заявили, що День незалежності припадає на 25 червня, 22,7 відсотка вважали, що йдеться про 5 серпня, 19,7 відсотка вибрали 15 січня, 15,2 відсотка — 30 травня і лише 14,5 відсотка дали правильну відповідь.
Цю проблему спробували розв'язати в жовтні-листопаді 2019 року, коли на пропозицію уряду Андрея Пленковича хорватський парламент прийняв новий закон про святкові дні, яким повернув Дню державності дату 30 травня зі статусом офіційного свята, День незалежності знову переніс на 25 червня, надавши йому характеру пам'ятного дня, а 8 жовтня оголосив Днем Хорватського сабору теж у статусі пам'ятного дня. Через те, що пам'ятними днями стали дві дати замість однієї, як це було раніше, офіційним святом було оголошено і День пам'яті жертв Вітчизняної війни та День пам'яті жертв Вуковара і Шкабрні, який припадає на 18 листопада.